# Bomberman (jeu vidéo, 2005)
Pour les articles homonymes, voir Bomberman (homonymie).
Bomberman (également connu sous le nom de Bomberman DS) est un jeu vidéo d'action et de labyrinthe développé par Hudson Soft. Il est sorti en 2005 sur Nintendo DS.

## Système de jeu
Le jeu reprend le gameplay classique des précédents opus de la série Bomberman. Une partie se déroule sur un plateau en vue de dessus qui s'étend sur les deux écrans de la console — sauf en mode solo, l'écran tactile étant utilisé pour activer des objets. À l'aide de bombes que le joueur peut déposer, ce dernier doit éliminer tous ses adversaires en les faisant exploser. Il peut récupérer des objets bonus qui améliorent les capacités de son personnage. Le mode multijoueur peut accueillir jusqu'à huit joueurs.